# François Alexandre Pierre de Garsault
François Alexandre Pierre de Garsault (ook wel François Alexandre de Garsault, Aix-en-Provence in Frankrijk, 1693 – Parijs, 1778) was een Franse plant- en dierkundige, tekenaar, schrijver en deskundige op het gebied van hippiatrica (paardengeneeskunde). Hij was lid van de Franse academie van wetenschappen.
Garsault heeft verschillende taxa van dieren en planten beschreven. Zijn belangrijkste werk, gepubliceerd in 1764, werd lang genegeerd door zoölogen omdat het werd beschouwd als geschiedkundige verhandeling over geneeskunde in Frankrijk en niet als een wetenschappelijke, dierkundige publicatie. In deze publicatie worden echter verschillende taxa geldig beschreven, waaronder vogels,  reptielen en amfibieën. Naar aanleiding van een publicatie uit 2009 werd besloten het auteurschap van verschillende taxa (in het bijzonder van de geslachten Cygnus, Bufo, Salamandra en Vipera) aan hem toe te schrijven.
- Biblioteca Nacional de España: XX901618
- Bibliothèque nationale de France: cb14548897r (data)
- Author citation (botany): Garsault
- Stuttgart Database of Scientific Illustrators 1450–1950: 1766
- Gemeinsame Normdatei: 128812206
- International Standard Name Identifier: 0000 0000 8344 5697
- Library of Congress Control Number: n85099525
- Nationale Bibliotheek van Israël: 987007272607505171
- Nederlandse Thesaurus van Auteursnamen: 072477474
- Réseau des bibliothèques de Suisse occidentale: 02-A003281205
- Système universitaire de documentation: 077034422
- Museum of New Zealand Te Papa Tongarewa: 56560
- Virtual International Authority File: 71633109
- WorldCat: E39PBJqQy33hFd376FyWKfHQv3